# Afrikaans kampioenschap voetbal onder 23
Het Afrikaans kampioenschap voetbal onder 23 is een vierjaarlijks toernooi dat tevens dienstdoet als Afrikaans kwalificatietoernooi voor de Olympische Spelen. De eindronde zal telkens in het jaar vóór de Olympische Spelen worden gespeeld. De eerste editie vond in 2011 in Marokko plaats.

## Finales
| Jaar | Land    | Winnaar | Uitslag(en) | Finalist  |
| ---- | ------- | ------- | ----------- | --------- |
| 2011 | Marokko | Gabon   | 2-1         | Marokko   |
| 2015 | Senegal | Nigeria | 2-1         | Algerije  |
| 2019 | Egypte  | Egypte  | 2-1 (nv)    | Ivoorkust |
| 2023 | Marokko | Marokko | 2-1 (nv)    | Egypte    |

## Historisch overzicht
| Land        | Kampioen | Tweede   | Derde          |
| ----------- | -------- | -------- | -------------- |
| Egypte      | 1 (2019) | 1 (2023) | 1 (2011)       |
| Marokko     | 1 (2023) | 1 (2011) | -              |
| Gabon       | 1 (2011) | -        | -              |
| Nigeria     | 1 (2015) | -        | -              |
| Algerije    | -        | 1 (2015) | -              |
| Ivoorkust   | -        | 1 (2019) | -              |
| Zuid-Afrika | -        | -        | 2 (2015, 2019) |
| Mali        | -        | -        | 1 (2023)       |